# Sárgakoronás bakcsó
A sárgakoronás bakcsó (Nyctanassa violacea) a madarak (Aves) osztályának a gödényalakúak (Pelecaniformes) rendjébe, ezen belül a gémfélék (Ardeidae) családjába és a gémformák (Ardeinae) alcsaládjába tartozó faj.
Nemének a típusfaja és egyben az egyetlen életben maradt faja is. E madárnem másik faja, a Nyctanassa carcinocatactes a 17. században halhatott ki, az európaiak megérkezésével a Bermuda-szigetekre.
Egyes rendszerezések a Nycticorax nembe sorolják Nycticorax violaceus néven.

## Előfordulása
Észak-Amerikától Közép-Amerikán keresztül, Dél-Amerikáig honos.
Tavakon, mocsarakban valamint tengerpartok mentén él.

## Alfajai
- Nyctanassa violacea bancrofti
- Nyctanassa violacea caliginis
- Nyctanassa violacea cayennensis
- Nyctanassa violacea gravirostris
- Nyctanassa violacea pauper
- Nyctanassa violacea violacea

## Megjelenése
Testhossza 55–61 centiméter, testtömege 625 gramm. Zömök, közepes nagyságú gém, rövid lábai sárgászöldek. A felnőtt egyedek tollazata palaszürke, fekete fejükön feltűnő pofafolt látható, fejtetőjük fehér. A költési időszakban néhány meghosszabbodott fehér toll díszíti a fejüket. A fiatal madarak tollazata barna foltos.

## Életmódja
A gémfélék többségétől eltérően a halak nem nagy szerepet játszanak táplálkozásában. Erős csőrével elsősorban kemény páncélú rákokat zsákmányol. Étrendjét békák és más víziállatok egészítik ki. Főleg éjszaka vadászik, a többi gémféléhez hasonlóan lesben állva a víz szélén.

## Szaporodása
Fészkét fák vagy bokrok tetejére rakja. Telepesen költő faj. Fészekalja 3–5 tojásból áll.
|  |  |